# Sitio de Ladysmith
El sitio de Ladysmith fue un prolongado combate en la Segunda Guerra Anglo-Bóer, ocurrido entre el 30 de octubre de 1899 y el 28 de febrero de 1900.

## El estallido de la guerra
Cuando la tensión creció entre Gran Bretaña y la república bóer, Gran Bretaña envió un destacamento considerable del ejército a Natal. A pesar de consejos en contrario, el teniente general George Stuart White se desplegó alrededor de Ladysmith en el norte Natal, con un contingente avanzado a Dundee.
El Norte Natal estaba rodeado en tres lados por el territorio bóer, y cuando la guerra estalló, los jinetes bóeres rápidamente se apoderaron de la mayor parte de las uniones del ferrocarril y caminos. Los británicos tuvieron que luchar varias batallas antes de que todas sus tropas pudieran retroceder a Ladysmith. Algunas unidades estaban agotadas, otras habían sufrido ya pesadas bajas.

## El "lunes triste"
El 29 de octubre, los bóeres eran claramente visibles mientras rodeaban la ciudad. Podrían ser vistos emplazando obuses pesados Creusot (apodados 'Tom el Largo') en la Colina Pepworth cuatro millas al norte.
White preparó un ataque al alba para interrumpir a los atacantes y capturar su artillería. El ataque principal bajo el coronel Ian Hamilton capturaría la colina Pepworth. Una brigada bajo el coronel Grimwood lo apoyaría arrebatando la colina Long Hill a la derecha de Hamilton, apoyado por las tropas montadas bajo el general principal John French y seis baterías de artillería de campaña. Mientras tanto, una separación de dos batallones y una batería de montaña bajo el coronel Carleton ocuparía un paso conocido como al oeste de Ladysmith, para prevenir la intervención de los bóeres del Estado Libre de Orange.
Cuando el alba rompió el 30 de octubre, la columna de Grimwood fue furiosamente atacada desde su propio flanco derecho por los bóeres comandados por Louis Botha. Hamilton tuvo que romper su propio ataque para apoyarlo. Las armas británicas martillearon la colina Pepworth, pero ellos mismos sufrieron bajas de las armas bóeres que habían sido cuidadosamente emplazadas y ocultadas en las colinas circundantes.
Cuando el sol se elevó, White podía ver que el ataque había fallado y ordenó una retirada. Bajo el grueso fuego, el repliegue pronto se convirtió en una desordenada retirada. Dos baterías de campaña británicas cubrieron la marcha atrás, y casi fueron capturadas por los bóeres. Los bóeres podrían haber perseguido aún más de cerca, pero la mayor parte de sus líderes eran hombres mayores, cautelosos como el general Petrus Jacobus Joubert. También, un destacamento de la Marina británica (Royal Navy) con armas de largo alcance llegó por el tren a Ladysmith, y fue directamente a la acción. Su fuego suprimió temporalmente las armas pesadas de los bóeres y animó a los británicos.

### Nicholson's Nek
Mientras tanto, el destacamento de Carleton sufrió un temprano revés cuando las mulas que cargaban sus armas de montaña y municiones de reserva se dispersan. La columna había sido incapaz de alcanzar Nicholson's Nek durante la noche, y había ocupado en cambio una colina al sur conocida como Tchrengula. En la oscuridad equivocadamente ocuparon una cumbre falsa inferior. Cuando el sol se elevó, los bóeres bajo Christiaan de Wet avanzaron precipitadamente para capturar la verdadera cumbre de Tchrengula, y siguieron adelante para rodear a los británicos.
A mediados de la tarde, las bajas británicas aumentaban, las municiones iban decayendo y el resto del ejército de White podría ser visto retrocediendo a Ladysmith. Pequeños grupos comenzaron a rendirse. Finalmente, la fuerza entera de 800 hombres capituló.
El la acción principal, las bajas británicas fueron 400. Las bajas de los bóeres para el día fueron 200. Estaba claro que la táctica británica diseñada para enfrentar una indisciplinada acometida de miembros tribales eran inadecuadas contra los expertos tiradores bóeres que usaban la iniciativa y destreza en el campo.

## El sitio

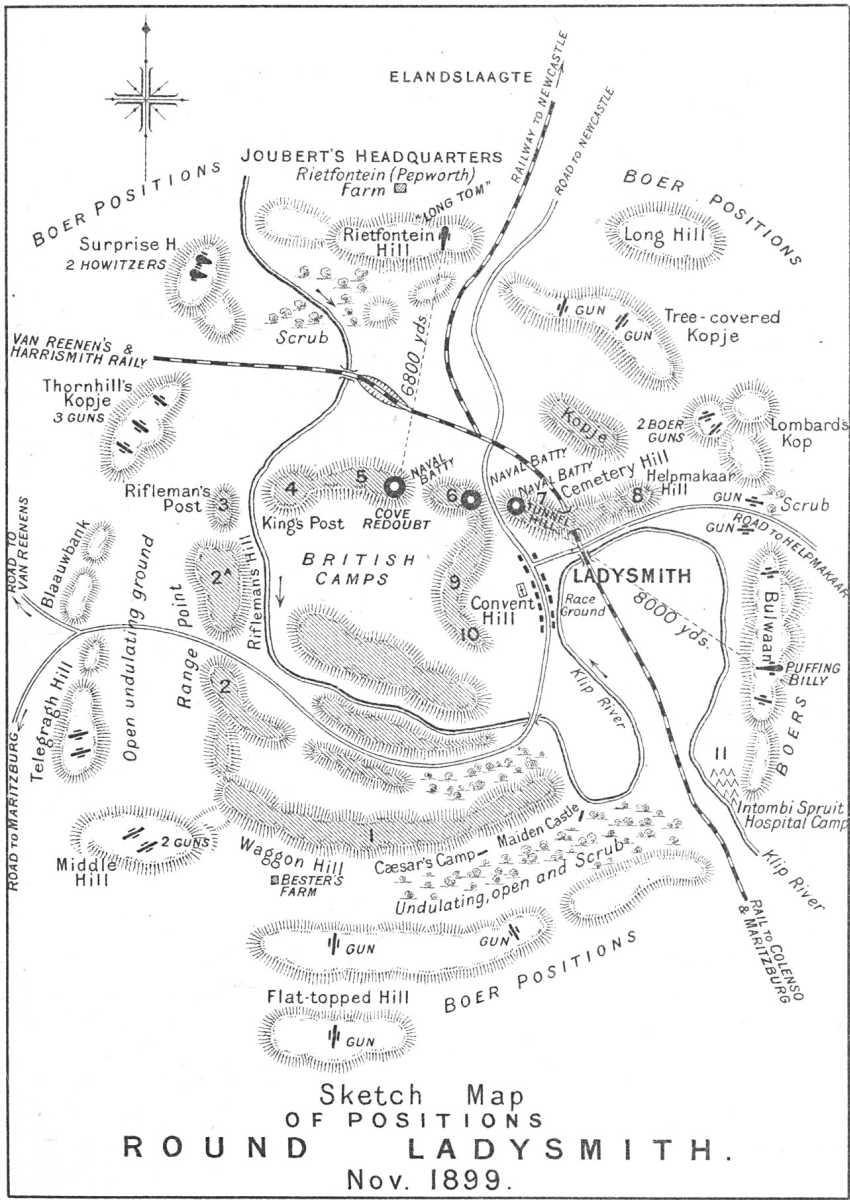
Mapa esqueático de las posiciones en noviembre de 1899

Los bóeres entonces procedieron a rodear Ladysmith y cortar la conexión ferroviaria a Durban. El mayor general French y su jefe de Estado mayor comandante Douglas Haig se escaparon en el último tren en salir, que fue acribillado por las balas.
La ciudad fue sitiada durante 118 días. White sabía que grandes refuerzos estaban llegando, y podrían comunicarse con unidades británicas al sur del río Tugela mediante reflectores y heliógrafo. Él esperaba el alivio pronto. Mientras tanto, sus tropas realizaron varias incursiones y salidas de combate para azuzar a la artillería bóer.
Louis Botha comandó una agrupación bóer que primero asaltó el Sur de Natal y luego penetró al norte del Tugela para demorar la fuerza de alivio. El 15 de diciembre, la primera tentativa de socorro fue derrotada en la batalla de Colenso. Temporalmente acobardado, el comandante de la fuerza de auxilio, general Redvers Buller, sugirió que White saliera o destruyera sus almacenes y municiones y se rindiera. White no podía salir porque sus caballos y animales de tiro estaban débiles por la falta de pasto y forraje, pero también rehusó rendirse.

## La tentativa de asalto
Los bóeres alrededor de Ladysmith también se ponían débiles a falta de forraje. Con poca acción, muchos combatientes tomaron permisos no autorizados o trajeron sus familias a los campamentos de asedio. Finalmente, algunos líderes más jóvenes persuadieron a Joubert a ordenar un intento de asalto durante la noche del 5 de enero de 1900, antes de que pudiera ser hecha otra tentativa de alivio.
La línea británica al sur de Ladysmith corrió a lo largo de un cerro conocido como el Platrand. Las tropas británicas ocupantes habían llamado a sus distintas fisonomías Wagon Point, Wagon Ridge y Caesar's Camp (por su parecido con fisomonías cercanas a Aldershot, conocida por la mayor parte del ejército británico). Bajo Ian Hamilton, habían construido una línea de fortalezas y atrincheramientos en la cuesta reversa del Platrand, la cual había pasado desapercibida por los bóeres.
En las horas tempranas del 6 de enero, las partidas de asalto bóer bajo el mando del general C.J de Villiers comenzaron a subir Wagon Ridge y Caesar's Camp. Ellos fueron avistados y ocupados por partidas de trabajadores británicos que emplazaban algunos armas. Los bóeres capturaron el borde de ambos riscos, pero no podían avanzar. Los contraataques británicos también fallaron.
Al mediodía, de Villiers hizo otro ataque contra Wagon Ridge. Algunos agotados defensores se aterrorizaron y huyeron, pero Hamilton condujo reservas al sitio y recobró algunos hoyos de armas vacíos. Muy por la tarde, cayó una lluvia torrencial y los bóeres se retiraron bajo su cobertura.
Los británicos sufrieron 175 bajas y 249 heridos. Fueron abandonados 52 bóeres muertos en las posiciones británicas, pero sus bajas totales no fueron registradas.

## El sitio posterior y la liberación

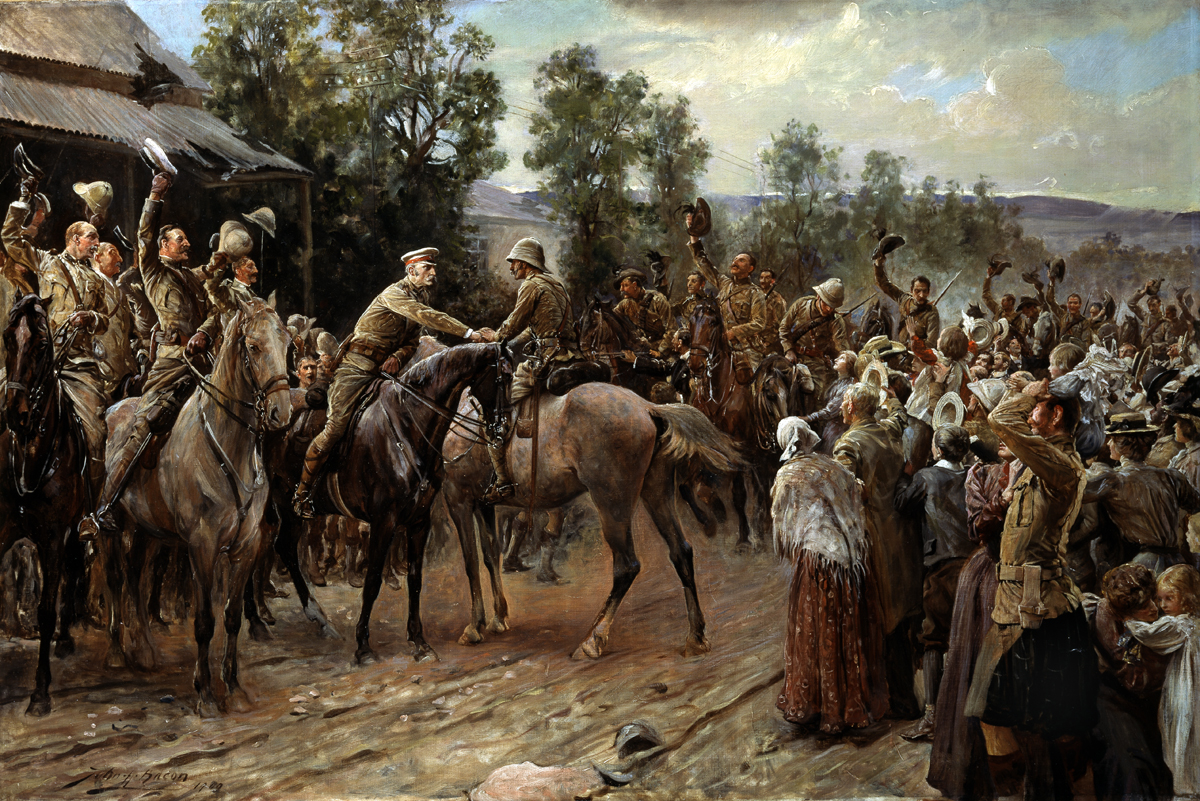
La liberación de Ladysmith. Pintada por John Henry Frederick Bacon (1868-1914).

Mientras Redvers Buller hacían repetidas tentativas de liberar su camino a través del Tugela, los defensores de Ladysmith sufrían cada vez más de la escasez de alimentos y otras provisiones, y de enfermedades, principalmente fiebre tifoidea. Los bóeres habían capturado mucho antes el abastecimiento de agua de Ladysmith, y los defensores podrían usar solo el contaminado río Klip. La situación fue según se dijo agravada por mala administración y desfalco por parte del médico mayor y los oficiales de suministro.
Hacia el final del sitio, la guarnición y los ciudadanos vivían en gran parte de sus restantes bueyes de tiro y caballos (principalmente en la forma de "chevril", una pasta de carne llamada por un conocido extracto de carne de vaca comercialmente llamado "Bovril").
Finalmente, Buller se abrió camino a través de las posiciones bóeres el 27 de febrero. Después de su sucesión de reveses, sus tropas habían desarrollado una eficaz táctica basada en la estrecha cooperación entre la infantería y artillería. Después de una lucha prolongada, la moral de los hombres de Louis Botha falló y ellos y los sitiadores se retiraron en desorden, cubiertos por otra tremenda tormenta. Buller no los persiguió, y los hombres de White estaban demasiado débiles para hacerlo.
El primer grupo de la columna de auxilio, bajo el comandante Hubert Gough, llegó el 28 de febrero. White según se dijo los saludó diciendo, «[g]racias a Dios mantuvimos la bandera flameando».